# حسینعلی خان قاجار ایروانی
حسینعلی خان قاجار ایروانی (درگذشت ۱۱۹۷ قمری) حکمران خانات ایروان در زمان کریم خان زند بود. دوره حکمرانی او از سال ۱۱۷۲ قمری آغاز شد و تا ۱۱۹۷ قمری (۲۵ سال) به طول انجامید. در این دوران قلمروی ایروان ابتدا خراجگزار پادشاه گرجستان، ایراکلی دوم به شمار می‌آمد. همچنین ایروان که همواره جزئی از کشور ایران شناخته می شد، در این دوران مورد توجه دولت های عثمانی و روسیه قرار گرفت و هر یک برای تسلط بر این منطقه می کوشیدند. حسینعلی خان در دوران حکمرانی خود برای دستیابی به استقلال بیشتر تلاش کرد و دوبار با ایراکلی وارد جنگ شد که هر دوبار به عقب نشینی قوای گرجستان منجر گردید. حسینعلی خان قاجار ایروانی را نباید با حسین خان سردار ایروانی، حاکم ایروان در دوره فتحعلی شاه، اشتباه کرد.

## تبار
براساس مندرجات کتاب تذکرةالعارفین و تنبیه‌الغافلین، حسینعلی خان پسر محمدعلی پسر شیخعلی پسر محبعلی پسر طهماسب قلی پسر امیرگونه پسر گلابی‌بیگ قاجار بود و از طایفه آغچه‌قوانلو قاجار شمرده می‌شد. از اجداد او چندتن از امرای دربار صفوی بودند. امیرگونه خان که پیش از دریافت لقب خانی، امیرگونه بیک لقب داشت، در زمان اقامت در قزوین حمام بزرگی با صحن و حوض هایی از سنگ مرمر ساخته که به حمام قجر شهرت دارد. بر ورودی این حمام کاشی‌ای به خط میرعماد حسنی نصب بود که در آن قطعه ای با این مطلع نوشته بودند:
| برامیرگونه بیک میمون بود |  | این عمارت به حق آل رسول |

از دیگر آثار امیرگونه خان وقف قریه حصار در بلوک طارم سفلی در نزدیکی قزوین است. امیرگونه خان ابتدا ایشیک آقاسی باشی بود و سپس از جانب شاه عباس به عنوان بیگلربیگی ایروان منصوب شد. در زمان حکومت بر ایروان به سبب شجاعت و ایستادگی در جنگ با اهالی گرجستان لقب ساری اصلان گرفت. او سرانجام در سال ۱۰۳۴ قمری کشته شد. شاه عباس پس از امیرگونه خان پسرش طهماسب قلی خان را به حکومت ایروان منصوب کرد. طهماسب قلی خان در سال ۱۰۴۵ قمری پس از چند روز مقاومت در برابر قوای سلطان مراد چهارم ایروان را به نیروهای عثمانی تسلیم کرد و به همراه خانواده‌اش به استانبول پناهنده شد.
از این خانواده نام چندتن دیگر نیز در منابع تاریخی عصر صفوی ذکر شده است، از جمله گلابی‌بیگ مشهور به آقاسی‌خان که برادر طهماسب‌قلی‌خان بوده است و در جریان مجازات قاتلان ساروتقی اعتمادالدوله، در ۱۰۵۵ قمری اعدام شد و نیز نوه امیرگونه‌خان فضلعلی‌خان قاجار که به نوشته کتاب تذکرةالخطاطین زمانی بیگلربیگی ایروان بود.

## زندگی نامه
در سال ۱۱۶۸ قمری (۱۷۵۵ میلادی) اشراف و بزرگان ایروان به رهبری حسنعلی خان قاجار ایروانی علیه خلیل خان حاکم این منطقه شورش کردند. در این زمان آزادخان افغان که حامی خلیل خان بود و برای دستیابی به تاج و تخت ایران تلاش می‌کرد، در مبارزه با محمدحسن خان قاجار شکست خورد. در نتیجه خلیل خان که پشتیبان قدرتمندی نداشت، در مقابل این شورش تاب نیاورد و قلمروی ایروان به دست حسنعلی خان افتاد. دوران تسلط حسنعلی خان چهار سال بیشتر به طول نکشید و در سال ۱۱۷۲ قمری (۱۷۵۹ قمری) حکومت را به برادرش حسینعلی خان منتقل کرد. از چندین سال قبل خانات ایروان خراجگزار شاهان گرجستان بودند و هرساله مالیات هنگفتی به تزار گرجی پرداخت می کردند، حسینعلی خان نیز در ابتدا از ایراکلی دوم حاکم پادشاهی کارتلی-کاختی تبعیت می کرد، اما با شروع جنگ روسیه و عثمانی (۱۷۷۴–۱۷۶۸) و کشیده شدن دامنه نزاع به منطقه قفقاز، حسینعلی خان به دعوت جهاد سلطان عثمانی پاسخ مثبت داد و در جبهه مقابل ایراکلی که متحد روسیه شمرده می‌شد، قرار گرفت. ایراکلی در نامه‌ای به یکی از امرای روسی به سال ۱۱۸۴ قمری (۱۷۷۰ میلادی) سیاست حسینعلی خان را چنین بازگو می‌کند:
به غیر از لزگیان داغستان و مردمان همجوار ما، خان ایروان نیز با ما سر عناد و دشمنی شروع کرده است. وی [حسینعلی خان] با بی اعتنایی به تعهدات خویش در قبال ما، از حمایت ما خارج شده و به ترک ها گرویده است... ترک ها با استفاده از تلاش خانات ایروان، از طریق وی، به خانات دیگر هدایای زیادی فرستاده و خواستار کشاندن آن ها به طرف خودشان هستند
سلطان عثمانی هدایای متعددی برای حسینعلی خان می‌فرستاد، از جمله خلعتی از پوست سمور، جواهرات، شمشیری مزین به طلا و دو هزار اشرفی طلا به وسیله سفرای خود را برای او ارسال کرد. در سال ۱۱۸۳ قمری (۱۷۶۹ میلادی) ایراکلی به قلمروی حسینعلی خان، که پرداخت مالیات هرساله به پادشاهی گرجستان را متوقف کرده بود، لشکر کشید. حسینعلی خان از دولت عثمانی تقاضای کمک نظامی کرد، اما دولت عثمانی که درگیر جنگ با روسیه بود، به این تقاضا پاسخ منفی داد. با این حال حسینعلی خان با پناه گرفتن در قلعه مستحکم ایروان، حمله ایراکلی را بی‌نتیجه گذاشت. در سال ۱۱۸۵ قمری (۱۷۷۱ میلادی) قراردادی میان حسینعلی خان و ایراکلی منعقد شد که خانات ایروان را مجبور به پرداخت سی هزار روبل (معادل ۳۰۰۰ تومان) می‌نمود. هرچند این قرارداد نیز موقت بود و حسینعلی این بار به تشویق و پشتیبانی کریم خان زند که از افزایش قدرت و سیاست روسی‌گرایانه ایراکلی خشمگین بود، از پرداخت مالیات اجتناب کرد. در سال ۱۱۹۳ قمری (۱۷۷۹ میلادی) کریم خان درگذشت، و نزاع بر سر قدرت در میان جانشینانش درگرفت. ایراکلی که از سال‌ها قبل مترصد حمله به ایروان بود، موقعیت را مناسب دید و از حسینعلی خان مالیات سال‌های گذشته را طلب کرد و چون با استنکاف او مواجه شد، با قوای ۱۲۰۰۰ نفری عازم ایروان گردید. این بار نیز اهالی شهر در قلعه مستحکم ایروان پناه گرفتند. حسینعلی خان از سلیمان پاشا والی چلدر (شهری در نزدیکی قارص) و احمدخان دنبلی حاکم خوی درخواست کمک کرد. با طولانی شدن محاصره و خبر حرکت احمدخان و نجفقلی خان دنبلی (حاکم تبریز) به سوی ایروان، ایراکلی بدون حصول نتیجه مجبور به عقب نشینی و بازگشت به تفلیس شد. ایراکلی در بازگشت بسیاری از زمین های حاصلخیز ایروان را به آتش کشید و افراد زیادی را به اسیری گرفت، در سال ۱۱۹۵ قمری (۱۷۸۱ میلادی) مذاکرات صلح میان حسینعلی خان و ایراکلی به واسطه سلیمان پاشا حاکم چلدر آغاز شد که به انعقاد معاهده دیگری انجامید و بار دیگر ایروان موظف به پرداخت سالانه ۳۰۰۰ تومان مالیات به پادشاهی کارتلی-کاختی گشت. بندهای دیگر این معاهده حاکمان ایروان را موظف می‌ساخت که جانشینان خود را با تایید و تصدیق حاکم گرجستان انتخاب کنند و در صورت لزوم به گرجستان کمک نظامی نمایند. در مقابل ایراکلی آزادسازی اسرا و تضمین تمامیت ارضی قلمروی ایروان را متعهد شد. در نتیجه قرارداد صلح بخشی از اسرا به ایروان بازگشتند.
پس از امضای عهدنامه گرجیوسک در سال ۱۱۹۷ قمری (۱۷۸۳ میلادی) میان گرجستان و روسیه که گرجستان را به طور رسمی تحت‌الحمایه روسیه کرد، و در پی کاهش نفوذ ایران در مناطق قفقاز در دوران حکمرانی علیمرادخان زند، حسینعلی خان ابتدا به تبعیت بیشتر از ایراکلی و روسیه پرداخت، اما پس از مدتی تغییر رویه داد و به دولت عثمانی متمایل شد. ایراکلی با مشاهده گرایش مجدد حسینعلی خان به عثمانی، مهیای توطئه‌ای برای سرنگونی وی گردید، ولی در همین اثنا (سال ۱۱۹۷ قمری - ۱۷۸۳ میلادی) حسینعلی خان به سبب بیماری درگذشت و پسرش غلامعلی خان جانشین او گردید.

## آثار و موقوفات
- مسجد کبود ایروان

## فرزندان
- غلامعلی‌خان قاجار، که در زمان مرگ پدرش ۱۵ ساله بود و به عنوان پسر ارشد، پس از درگذشت حسینعلی خان حکمران ایروان شد.
- پسری به نام نجفقلی خان که او نیز پسری موسوم به حبیب‌الله خان داشت. حبیب‌الله خان در سن ۲۶ سالگی خدمات دیوانی را ترک کرده و به مشهد و سپس عتبات رفت و به تحصیل علوم دینی پرداخت. کتابی نوشته است موسوم به تذکره العارفین و تنبیه الغافلین. در ابتدای این کتاب شرح احوال و اجداد وی تا گلابی‌بیگ با خطی متفاوت از خط مولف نوشته شده است.[۱]
- دختری به نام زینب‌بیگم با کلبعلی خان کنگرلو خان نخجوان ازدواج کرد. پسری داشت به نام احسان خان کنگرلو. زینب بیگم در ۲۴ رجب ۱۲۳۹ قمری درگذشت.[۷]